# George Tanev
George Tanev, född 28 maj 1983 i Sofia i Bulgarien, är en bulgarisk rally- och racerförare.

## Racingkarriär
| År                                               | Klass/Mästerskap                                               | Team                                              | Bil       | Totalt/poäng | Bästa placering        |
| ------------------------------------------------ | -------------------------------------------------------------- | ------------------------------------------------- | --------- | ------------ | ---------------------- |
| 2008                                             | World Touring Car Championship                                 | Petrol GT Racing Team Scuderia Proteam Motorsport | BMW 320si | -/0p         | 18:e på Monza (Race 2) |
| 2008                                             | World Touring Car Championship - Yokohama Independents' Trophy | Petrol GT Racing Team Scuderia Proteam Motorsport | BMW 320si | 11:a/20p     | ?                      |
| 2008                                             | European Touring Car Cup - S2000                               | Petrol GT Racing Team                             | BMW 320si | -/0p         | 9:a (Race 1)           |
| 2009                                             | World Touring Car Championship                                 | Scuderia Proteam Motorsport                       | BMW 320si | -/0p         | Två artondeplatser     |
| 2009                                             | World Touring Car Championship - Yokohama Independents' Trophy | Scuderia Proteam Motorsport                       | BMW 320si | 12:a/12p     | ?                      |
| Senast uppdaterad: 2009-11-22 (5520 dagar sedan) |                                                                |                                                   |           |              |                        |